# 帕德雷拉斯卡薩斯 (阿蘇阿省)
18°44′N 70°56′W / 18.733°N 70.933°W
帕德雷拉斯卡薩斯（西班牙語：Padre Las Casas），是多明尼加共和國的城鎮，位於該國南部，由阿蘇阿省負責管轄，面積496.98平方公里，2012年人口40,545，人口密度每平方公里82人。